# تد (فیلم)
تد (به انگلیسی: Ted) فیلمی آمریکایی در ژانر فانتزی کمدی محصول سال ۲۰۱۲ به کارگردانی ست مک‌فارلن (در اولین کارگردانی خود) و نویسندگی مک‌فارلن، الک سالکین و ولسلی وایلد می‌باشد. در این فیلم بازیگرانی شامل مارک والبرگ، میلا کونیس، به همراه جوئل مک‌هیل و جووانی ریبیسی در نقش‌های فرعی به ایفای نقش پرداخته‌اند و مک‌فارلن صداگذاری و ضبط حرکت شخصیت اصلی را ارائه می‌دهد. داستان این فیلم دربارهٔ جان بنت، یک فرد بومی اهل بوستون است که آرزوی کودکی‌اش که عروسک خرسی‌اش زنده شود، تحقق می‌یابد. با این حال، در بزرگسالی، دوستی تد و جان شروع به تداخل در پیشرفت رابطه جان با نامزدش، لوری کالینز می‌کند.
این فیلم اولین کارگردانی بلند مک‌فارلن است، این فیلم توسط رسانه رایتس کاپیتال تولید و توسط یونیورسال پیکچرز توزیع شده است. این فیلم در ۲۹ ژوئن ۲۰۱۲ در سینماهای ایالات متحده اکران شد و با فروش ۵۴۹٫۴ میلیون دلاری در مقابل بودجه ۵۰ تا ۶۵ میلیون دلاری مواجه شد. تد پرفروش‌ترین فیلم کمدی ۲۰۱۲ و دومین فیلم پرفروش کمدی با درجه سنی R در تمام دوران (پس از نابودگر ۲: روز داوری) و نامزد جایزه اسکار بهترین ترانه شد. این فیلم به‌طور کلی نقدهای مثبتی دریافت کرد و یک فرنچایز را با موفقیت راه‌اندازی کرد که دنباله آن در سال ۲۰۱۵ منتشر شد و یک مجموعه تلویزیونی پیش‌درآمد که در ژانویه ۲۰۲۴ به نمایش درآمد.

## داستان فیلم
در سال ۱۹۸۵، کودکی هشت ساله به نام جان بنت که بدون دوست است در نوروود، ماساچوست، محله‌ای در بوستون، زندگی می‌کند. او آرزو می‌کند که عروسک خرسی‌اش که تد نام دارد، زنده شود و به بهترین دوست او تبدیل شود. آرزوی او همزمان با حضور یک ستاره دنباله‌دار محقق می‌شود. خبرها پخش می‌شوند و تد برای مدت کوتاهی یک سلبریتی می‌شود.
۲۷ سال بعد، جان اکنون ۳۵ ساله است و هنوز با تد در آپارتمانی در بوستون، به همراه نامزدش، لوری کالینز، زندگی می‌کند، و آنها هنوز هم همراهان سرسخت هستند که از یک زندگی لذت‌طلبانه لذت می‌برند. او پذیرفته شده و فردا صبح عروسکش زنده می‌شود. سال‌ها می‌گذرد و تد (صدای ست مک فارلن) با او بزرگ می‌شود و با هم زندگی می‌کنند. جان (مارک والبرگ) که دیگر بزرگ شده و قصد ازدواج دارد، اما تد با پارتی‌های شبانه، روابط ناسالم، مواد کشی و… زندگی جان و نامزدش را خراب می‌کند تا اینکه نامزد تام تصمیم می‌گیرد که تد را از جان دور کند.

## بازیگران
- مارک والبرگ در نقش جان بنت، بهترین دوست تد که در کودکی آرزو داشت که او زنده شود، یک تنبل نابالغ اما موقر در دهه سوم زندگی‌اش که دوست دارد با بهترین دوستش سیگار بکشد.
  - کولتون شایزر در نقش نوجوانی جان بنت
  - برتون مانلی در نقش کودکی جان بنت
- ست مک‌فارلن در نقش تد (ضبط‌کننده صدا و حرکت) عروسک خرسی و بهترین دوست جان. جان وقتی کودک بود برایش آرزوی زنده شدن کرد و از آن زمان تاکنون باهم دوست بوده‌اند. تد در بزرگسالی خشن، بد دهان و الکلی می‌شود، اما او هنوز دوست داشتنی است و به شدت از جان محافظت می‌کند.
  - زین کوانز[۴] صداپیشه کودکی تد
  - تارا استرانگ صداپیشه دستور صدای «دوستت دارم» تد[۴]
- میلا کونیس در نقش لوری کالینز، دوست دختر جان
- جوئل مک‌هیل در نقش رکس، مدیر لوری و دشمن جان
- جووانی ریبیسی در نقش دانی، بزرگ‌ترین طرفدار و تعقیب‌کننده تد
- ایدن مینکس در نقش رابرت، پسر دانی
- پاتریک واربرتون در نقش گای، همکار جان
- لورا وندرورت در نقش تانیا، همکار جان
- مت والش در نقش توماس مورفی، رئیس جان
- جسیکا بارت در نقش تامی-لین مک‌کافرتی، دوست دختر و همکار تد
- بیل اسمیترویچ در نقش فرانک استیونز، رئیس تد
- الکس بورستین در نقش هلن بنت، مادر جان
- رالف گارمان در نقش استیو بنت، پدر جان
- جسیکا استروپ در نقش تریسی، همکار لوری
- سام جی. جونز در نقش خودش
- رایان رینولدز در نقش جرد، دوست پسر گای
- نورا جونز در نقش خودش
- تام اسکریت در نقش خودش
- مایک هنری در نقش گوینده اخبار جنوبی
- رابرت وو در نقش کوان مینگ / مینگ بی‌رحم
- تد دنسن در نقش خودش
- پاتریک استوارت در نقش راوی[۴]
- شاون تورنتون در نقش مخاطب خشمگین